# 嘉納治郎右衛門 (八代目)

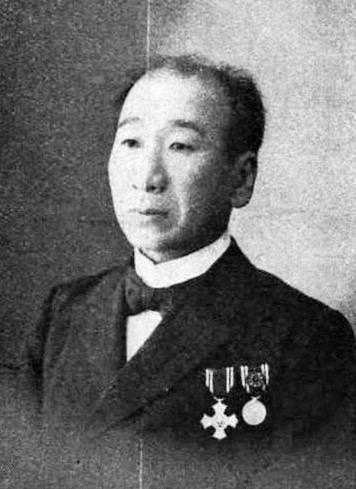
合名会社本嘉納商店　嘉納治郎衛門　20世紀初頭

八代目嘉納治郎右衛門（はちだいめかのうじろうえもん、(嘉永6年7月3日（1853年8月7日） - 昭和10年（1935年）3月19日）は、日本の実業家。嘉納財閥・本嘉納家8代目当主。本嘉納商店社長。

## 人物
嘉永6年（1853年）摂津国御影（現兵庫県神戸市東灘区御影町）に生まれる。号は秋香・玉泉。明治15年（1882年）家督を相続し、家業の醸造業に従事。この年商標令が発布され、従来の銘柄「本稀」を「菊正宗」と改名、登録した。醸造の改善に苦心し、杉桶の改良を志して銅タンクの使用を発明。明治40年（1907年）本嘉納商店を合資会社とし、大正8年（1919年）株式会社に改組。大正15年（1926年）別に本嘉納合名会社を設立、土地、建物、有価証券などの投資事業をも行った。また灘商業銀行（のちに神戸銀行）を創立し頭取に就任、日本醸造酒会監事、武庫汽船取締役、日本相互貯蓄銀行相談役などを歴任した。また酒造業だけでなく灘中学校の創立にも力を注いだ。